# Chlormethylisothiazolinon
Chlormethylisothiazolinon ist eine chemische Verbindung aus der Gruppe der Isothiazolinone und ist ein weit verbreitetes Biozid.

## Eigenschaften

### Chemische Eigenschaften
Chlormethylisothiazolinon (CMIT) kann in der Umwelt durch Hydrolyse, Photolyse, durch mikrobiellen Abbau und durch Nukleophile eliminiert werden. Die Hydrolyse ist im neutralen und sauren Milieu langsam, im basischen Bereich kann ein schneller Abbau beobachtet werden.

## Verwendung
Chlormethylisothiazolinon hat eine mikrobizide Wirkung und wird als Konservierungsmittel in Kosmetika, in Haushalts- und Industriereinigern, Brillenputztüchern, in der Wasserbehandlung, in Schmiermitteln, Dispersionsfarben, Lacken, Klebstoffen und in der Papierherstellung eingesetzt. Oft werden Mischungen mit Methylisothiazolinon (MIT) verwendet. Die Konzentration von Chlormethylisothiazolinon (als 3:1 Gemisch mit MIT) darf in Konservierungsmitteln bei Produkten, die für die breite Öffentlichkeit gedacht sind, höchstens 15 ppm betragen. Gemäß einer Studie aus dem Jahr 2000 enthielten in der Schweiz 43 % der Farben, Lacke und Beschichtungen die Mischung CMIT/MIT. Bei Klebstoffen, Füllstoffen und Dichtungen waren es 45 %.

## Biologische Bedeutung
In Kosmetika kann das Gemisch von Chlormethylisothiazolinon und Methylisothiazolinon zu Allergien führen. Rund 2 Prozent der Bevölkerung reagiert auf diese Inhaltsstoffe allergisch. Auch beim Aufenthalt in frisch gestrichenen Räumen können Allergien auftreten.